# Hyacinthe Jadin

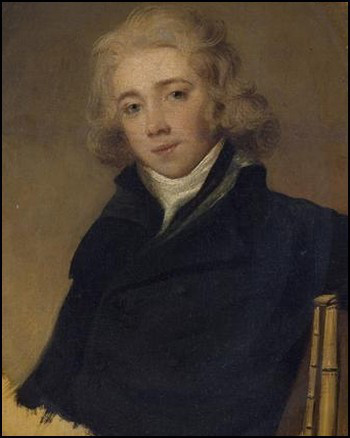
Hyacinthe Jadin

Hyacinthe Jadin (* 27. April 1776 in Versailles, Frankreich; † 27. September 1800 in Paris) war ein französischer Komponist. Er war der Bruder von Louis Emmanuel Jadin. Auch ihr Vater Jean-Baptiste Jadin (Violinist im Königlichen Orchester) und der Onkel Georges Jadin waren Komponisten in Versailles und Paris.

## Leben
Hyacinthe Jadin war ein Schüler von Nicolas-Joseph Hüllmandel, der zur bedeutenden École des Pianistes Parisiens zählte und somit sicherlich ein exzellenter Pädagoge war. Sein Unterricht war die fundierte Grundlage, die Hyacinthe Jadin zu einem brillanten Pianisten werden ließ. Bereits mit 13 Jahren führte er eigene Kompositionen beim Concert spirituel auf. Aufgrund einer Tuberkuloseerkrankung gab er sein letztes öffentliches Konzert am 22. September 1799 und starb ein Jahr später.
Er unterrichtete seit 1795 am Pariser Konservatorium die Damen-Klasse für Klavier. Sowohl Hyacinthe als auch sein Bruder Louis Emmanuel zählen zum Kreis jener französischen Revolutionskomponisten, die zur Ausprägung eines Blasorchesterstils im ausgehenden 18. Jahrhundert beigetragen haben.
Seine Musik nimmt in manchen Wendungen die Musik Franz Schuberts vorweg. Besonders seine Klavierwerke weisen eine proto-romantische Haltung auf, die die Stilistik der musikalischen Klassik sowohl negieren als auch erweitern.

## Werke

### Werke für Orchester
- 1796–1797 Premier Concerto pour piano et orchestre
- 1796 Second Concerto pour piano en d-mineur avec Accompagnement de deux Violons, Alto, Basse, flûtes, Obois, Bassons et Cors
- 1798 Troisième Concerto pour piano en A-majeur avec Accompagnement de deux Violons, Alto, Basse, deux Flûtes, deux Bassons et deux Cors

### Werke für Blasorchester
- 1794 Hymne du Vingt-un Janvier – Text: Charles Le Brun
- 1796 Chanson pour la Fête de l'Agriculture – Text: Ange Etienne Xavier Poisson de Lachabeaussière
- 1796 Ouverture pour instruments à vent
- Hymne du dix germinal – Text: Théodore Désorgues

### Bühnenwerke
- 1793 Le Testament mal-entendu Comédie mêlée d'ariettes 2 Akte – Libretto: Ducray-Duminil
- 1794 Cange ou Le Commissionnaire de Lazare fait-historique 1 Akt – Libretto: André-Pépin Bellement

### Werke für Klavier
- 1785 Rondo
- 1794 Premier Sonate pour piano où clavecin en ré-majeur avec accompagnement de violon
- 1794 Second Sonate pour piano où clavecin en si bémol majeur avec accompagnement de violon
- 1794 Troisieme Sonate pour piano où clavecin en fa-mineur avec accompagnement de violon
- 1795 Drei Klaviersonaten opus 3
- 1795 Drei Klaviersonaten opus 4
- 1795 Drei Klaviersonaten opus 5
- 1796 Duo en fa-majeur zu vier Händen
- 1800 Drei Klaviersonaten opus 6

### Kammermusik
- 1795 Drei Streichquartette opus 1 (Joseph Haydn gewidmet)
- 1796 Drei Streichquartette opus 2 (Devic gewidmet)
- 1797 Drei Streichtrios opus 2 (Rodolphe Kreutzer gewidmet)
- 1797 Drei Streichquartette opus 3
- 1798 Drei Streichquartette opus 4

### Vokalmusik
- 1792 Marche du siège de Lille für Sänger und Klavier oder Harfe
- 1796 Romance à la lune für Sänger und Klavier oder Harfe
- 1796 Le tombeau de Sophie 1 voix, clavecin ou harpe